# For Professional Services
For Professional Services è un cortometraggio muto del 1912 diretto da C. Jay Williams.

## Produzione
Il film fu prodotto dalla Edison Manufacturing Company.

## Distribuzione
Nelle proiezioni, veniva programmato con il sistema dello split reel, accorpato in un'unica bobina con un altro cortometraggio prodotto dalla Edison, la commedia Bobby's Dream.
Distribuito dalla General Film Company, il film - un cortometraggio di 190 metri - uscì nelle sale cinematografiche degli Stati Uniti il 2 novembre 1912. Il 29 gennaio 1913, la pellicola fu distribuita anche nel Regno Unito.